# Luigi Lanzi
Luigi Lanzi (Montecchio -avui anomenat Treia- 4 de juny de 1732 - Florència, 30 de març de 1810) va ser un historiador de l'art i un arqueòleg italià. És considerat com l'iniciador de la historiografia artística moderna a Itàlia.
La seva família procedia de Montolmo (avui Corridònia). Va estudiar al seminari i va ingressar en l'Orde dels Jesuïtes. Després de la supressió de l'orde, va ser nomenat pel gran duc Leopold de Toscana per ocupar els càrrecs de sots-director i antiquari de la Galleria degli Uffizi. A Florència, Lanzi arribarà a ésser president de l'Accademia della Crusca.
Lanzi va ser un gran estudiós de la pintura italiana i de la cultura etrusca. Dels seus estudis sobre art, destaca la seva 
Storia Pittorica dell'Italia, la primera part de la qual (1792) tracta sobre els pintors florentins, sienesos, romans i napolitans. La resta de l'obra va aparèixer el 1796.
Sobre arqueologia i història antiga, les seves obres més importants van ser Saggio di lingua Etrusca (1789), Saggio delle lingue d'Italia (1806) i Dei vasi antichi dipinti volgarmente chiamati Etruschi (1806). Lanzi defensava l'origen grec de les formes artístiques etrusques.
Lanzi també va publicar una traducció pròpia, rimada i anotada, de Treballs i dies d'Hesíode.
Lanzi està enterrat a la Basílica de la Santa Creu de Florència, al costat de Michelangelo.